# Sandy Stone
Pour les articles homonymes, voir Stone et Fisher.
Allucquére Rosanne "Sandy" Stone, née en 1936, est une théoricienne universitaire américaine spécialiste des médias, autrice et artiste de performance. Elle est connue pour son essai The Empire Strikes Back: A Posttranssexual Manifesto. Elle est actuellement professeure associée et directrice fondatrice de l'Advanced Communication Technologies Laboratory (ACTLab) au département de radio-TV-cinéma à l'Université du Texas à Austin. Simultanément, elle est Wolfgang Kohler, professeur de médias et performance à l'European Graduate School, artiste au Centre d'art de Banff (en) et chercheuse invitée en Sciences Humaines de l'Institut de Recherche doctorale à l'Université de Californie à Irvine. Les travaux de Sandy Stone  portent sur le cinéma, la musique expérimentale, la neurologie, l'écriture, l'ingénierie, et la programmation informatique. Sandy Stone est transgenre et considérée comme l'une des fondatrice de la discipline académique des études sur la transidentité. Elle est présentée dans ArtForum, Filaire, Mondo 2000, et d'autres publications, et figure dans des documentaires tels que Traceroute (en). Elle a également été autrice de science-fiction sous le nom de plume Sandy Fisher.

## Formation
Sandy Stone est née à Jersey City, New Jersey en 1936. Elle indique que son nom d'origine est Zelig Ben-Nausaan Cohen en hébreu.
Elle indique qu'elle n'aime pas l'éducation formelle et préférait être auditrice libre avec des professeurs d'université qu'elle admire. Elle a déclaré avoir travaillé chez Bell Telephone Laboratories, puis avoir exercé divers petits boulots pour soutenir son propre travail de recherche. Plus tard, elle est diplômée de St John's College à Annapolis, dans le Maryland, et obtient son B.A. en 1965.

### Science-fiction et informatique
À la fin des années 1960, Sandy Stone déménage à New York et se lance dans une carrière d'ingénieure du son, d'abord sur la Côte Est, et plus tard, sur la Côte Ouest. En 1969, Sandy Stone écrit à propos d'une séance d’enregistrement au Record Plant Studios avec Jimi Hendrix pour le magazine Zygote. Selon le journaliste David S. Bennahum, Sandy Stone avait « l'habitude de porter une longue cape noire et une barbe ».
Au début des années 1970, Sandy Stone  publie plusieurs nouvelles de science-fiction sous le nom de plume de Sandy Fisher dans le magazine The Magazine of Fantasy and Science Fiction and Galaxy.
En 1974, Sandy Stone se retire du monde des médias mainstream et s'installe à Santa Cruz, en Californie. Elle entame un processus de chirurgie de réattribution sexuelle avec Donald Laub du Programme de dysphorie de genre de Stanford à Palo Alto. Plus tard, elle devient membre du collectif Olivia Records, un label populaire de Women's music, et commence à collaborer dans les cercles féministes lesbiens. Elle devient ingénieure du son pour Olivia Records. De 1974 à 1978, elle réalise l'ensemble des mixages des productions du label au cours de cette période.
Au début des années 1980, Stone construit un petit ordinateur, apprend la programmation, et devient programmatrice, reconnue par la suite comme une experte en informatique.

## Carrière académique

### Critique de Janice Raymond dansThe Transsexual Empire
En 1979, l'universitaire féministe et lesbienne Janice Raymond critique Stone dans son livre The Transsexual Empire: The Making of the She-Male. Raymond accuse Stone de comploter pour détruire le collectif d'enregistrement Olivia Records et la féminité en général en introduisant une énergie masculine. En 1976, avant la publication, Janice Raymond envoie au collectif Olivia Records un brouillon du chapitre attaquant Sandy Stone avec un appel à commentaires, avec l'intention apparente de dévoiler l'identité de genre de Sandy Stone. Janice Raymond semble ne pas avoir su que Sandy Stone avait déjà informé le collectif de son statut de femme transgenre avant d'accepter de le rejoindre. Le collectif renvoie des commentaires à Janice Raymond, suggérant que sa description de la transidentité et de la place de Stone au sein du collectif Olivia était en porte à faux avec la réalité des interactions du collectif avec Sandy Stone. Raymond répond dans la version publiée du manuscrit par ces mots :
Le comportement masculin est notoirement importun. Il est significatif que les féministes lesbiennes qui ont construit leur identité de genre par une démarche de transition transexuelles se sont insérées dans des positions influentes et/ou performatives dans la communauté féministe. Sandy Stone, l'ingénieure transexuelle d'Olivia Records, une société composée uniquement de femmes, illustre parfaitement ce processus. Sandy Stone est non seulement cruciale au sein de l'entreprise, mais y joue un rôle dominant. La (...) visibilité qu'il y a acquise dans le sillage de la controverse Olivia  (...) sert seulement à assoir sa position dominante et diviser les femmes, comme le font fréquemment les hommes quand ils rendent leur présence nécessaire et vitale aux femmes. Comme l'a écrit une femme « Je me sens violée quand Olivia présente Sandy comme une "femme". Après tous ses privilèges mâles, il va pouvoir capitaliser avec la culture lesbienne et féministe aussi ? »
Le collectif répond en défendant Sandy Stone dans des publications féministes diverses. Stone continue à être membre du collectif jusqu'à ce que les dissensions politiques sur son statut transgenre, exacerbées par le livre de Janice Raymond culminent en 1979 avec la menace d'un boycott des productions d'Olivia Records. Après de longs débats, Sandy Stone quitte le collectif et retourne à Santa Cruz.

### The Empire Strikes Back: A Posttranssexual Manifesto
En 1983, Stone se lie avec la théoricienne de la culture Donna Haraway, membre du programme Histoire de la Conscience (en) à l'université de Californie. Haraway est sur le point d'écrire son Manifeste cyborg. Alors que Stone fait son doctorat avec Haraway et James Clifford, elle écrit en 1987 l'essai intitulé The Empire Strikes Back: A Posttranssexual Manifesto (en Français: L'empire contre attaque : un manifeste posttranssexuel). Après bien des discussions avec Harraway, elle conclut :
Donna et moi en avons discuté et elle a été formidable. Pas une seule fois elle ne m'a dit ce qu'il fallait que je fasse ou pas. Ce qu'elle m'a dit c'est que c'était mon choix, et celui de personne d'autre. Durant ces discussions j'ai réalisé que j'étais en présence d'une personne qui en son temps avait dû faire ses propres choix difficiles et en avait payé le prix fort, mais avait continué à monter sur scène pour les médiatiser, et c'est ce que j'étais en train d'apprendre d'elle. La théorie bien sûr, la théorie. Mais comment enseigne-t-on le courage? Les académiques en Amérique parlent constamment de promouvoir la vérité auprès des cercles de pouvoir, pour ensuite s'enfuir comme des lapins effrayés, mais voilà que j'étais là en présence d'une personne extraordinairement courageuse. Maintenant c'était mon tour, et je devais m'aligner à ce niveau d'honnêteté par rapport à moi-même et lui être égale. Nous savions toutes deux que la publication du Manifeste posttransexuel pouvait signifier la fin de ma carrière. Mais je crois que Donna et moi savions aussi que si je ne publiais pas je ne pourrais pas vivre avec moi-même après cela. Donc j'ai publié, vous connaissez le reste
L'essai est influencé par des versions antérieures du Manifeste cyborg de Donna Harraway, et est publié en premier lieu dans Social Text, et dans les milieux turbulents du féminisme culturel de cette période. Susan Stryker et Stephen Whittle situent le travail de Stone dans les événements tumultueux de cette période en réaction aux critiques de Janice Raymond:
Stone exerce sa vengeance plus de dix ans plus tard, non pas en lançant une attaque anti-féministe, mais en minant les assertions «fondationnalistes» de Raymond qui sous tendent son concept étriqué de la féminité, et en réclamant une position pouvant faire entendre une voix transexuelle qui ne puisse être automatiquement écartée, détruite, diffamée et étiquetée comme étant de second ordre ou compromise de façon inhérente
Un des points importants de l'essai souligne le fait que les personnes transgenres sont mal servies en cachant leur condition, et que le coming out que Stone définit comme une façon de « se lire à haute voix » mène inévitablement à l'encapacitation (emporwement). Ainsi L'empire contre attaque réarticulait avec une voix transgenre ce qui était à l'époque où Stone écrit une affirmation politique radicale gay et lesbienne. À ce moment les activistes gays et lesbiens mainstrean supprimaient en général les thématiques transgenres et invisibilisaient les militants et militantes transgenres, craignant qu'elles ne puissent effrayer leur base libérale encore tiède et incertaine durant une période de consolidation. L'Empire contre attaque a galvanisé les jeunes universitaires transgenres et concentré leur attention sur le besoin d'affirmation au sein d'une structure réactionnaire. Le livre devient par la suite le centre d'un réseau d'académiques transgenres et une œuvre fondamentale pour les chercheurs et chercheuses transgenres et les théoriciennes du genre. Stryker et Whittle, écrivant dans The Transgender Studies Reader, se réfèrent à The Empire Strikes Back comme
le texte protéiforme  à partir duquel les études transgenres contemporaines ont émergé...Dans le sillage de l'article, émerge un corps graduel mais constant de travaux académiques et artistiques par des personnes transgenres et prend progressivement forme, qui enrichit pratiquement chaque discipline académique et artistique  avec de nouvelles perspectives critiques sur le genre.
En 2007, The Empire Strikes Back est traduit en vingt-sept langues et est cité dans des centaines de publications. Dans le livre Stone fait allusion à d'autres personnes trans dont la biographie est connue : Lili Elbe, Canary Conn. 
En 2011, l'Université de l'Indiana à Bloomington organise une conférence honorant le vingtième anniversaire de la publication de The Empire Strikes Back. Sandy Stone est l'invitée d'honneur, et sur scène, elle commente : « L'année dernière, j'ai été invitée à une conférence avec 4 jours de préavis. J'ai demandé pourquoi avoir attendu jusqu'à la dernière minute, et on m'a répondu qu'on m'aurait invitée plus tôt, mais comme je suis considérée comme l'une des fondatrices du domaine, le comité d'organisation a supposé que j'étais morte. Je ne le suis pas. ».

### Retour dans le monde universitaire
De 1987 à 1993, Stone est l'étudiante de Haraway, marquant son retour dans le monde universitaire. Sur une suggestion d'Haraway, Sandy Stone se rend sur le campus de l'Université de Californie, San Diego en tant que boursière dans le cadre d'un échange avec le tout nouveau programme des études sur la science. À la suite d'un différend entre factions progressistes et conservatrices de la faculté, Sandy Stone se voit offrir un poste d'instructrice au Département de Sociologie, et enseigne dans les programmes de l'enseignement, la sociologie, l'anthropologie, la science politique, l'anglais, les communications, et le programme expérimental Construction du monde moderne. En 1992, elle accepte un poste de professeure assistante à l'Université du Texas, Austin.
Sandy Stone reçoit son doctorat en 1993. Sa thèse Présence, que Haraway supervise, est publié en 1996 par le MIT Press avec le titre Guerre du désir et de la technologie à la fin de l'ère mécanique. Dans les années suivant la publication de l'ouvrage, plusieurs grands département de sciences sociales sont divisés en départements distincts le long des lignes directrices qui ont été en partie dessinées par le livre Désir et technologie ainsi que d'autres publications similaires.

### UT Austin ACTLab
À partir de 1993, Stone met en place le nouveau programme des médias qu'elle nomme ACTLab (Advanced Communication Technologies Laboratory), dans le département Radio-télévision-cinéma (RTF). Ce travail, ainsi que la recherche dans les communautés virtuelles, les logiciels sociaux, et les nouvelles méthodes de présentation de sujets académiques  théoriques, attire l'attention, et contribue à la mise en place  la légitimation de ce qui est désormais communément appelé l'Art des Nouveaux Médias.
Le travail de Sandy Stone et sa présence dans le département RTF sont âprement contestés par de puissants membres conservateurs de la faculté, qui tentent à plusieurs reprises de les supprimer ou de les marginaliser. En 1998, ce petit mais bruyant groupe émet un rapport ministériel négatif recommandant que Sandy Stone ne puisse pas continuer sa carrière. L'université annule ce rapport, citant les apports de Sandy Stone dans plusieurs domaines et réaffirmant son engagement à la bourse d'études originale et insolite qui lui a été octroyée.
La prétitularisation conditionnelle (« tenure track ») de Sandy Stone a comme effet négatif de provoquer des attaques sur son travail et sa crédibilité par de puissants conservateurs de la faculté au sein du département RTF, qui pendant des années ont répondu aux demandes de renseignements en déclarant qu'il n'y avait pas de nouveau programme média ou de programme ACTLab au sein du département RTF. En se basant sur les listes de cours à l'université, à compter de 2007, il y a environ 70 étudiants et étudiantes ACTLab dans les formations, 400 anciens et anciennes élèves, et de 2 500 étudiants et étudiantes de pages web sur le site web de l'ACTLab. Dans une présentation de 2006 à l'Université de l'Arizona, Sandy Stone compare les tentatives du département RTF du ministère pour effacer son travail et sa présence aux efforts précédents des administrateurs conservateurs pour refuser de donner une voix aux disciplines inconnues ou émergentes ou aux personnes inhabituelles, et que c'était simplement à prévoir. 

La carrière de Sandy Stone est controversée. Au milieu des années 1990, elle donne plusieurs interviews très médiatisées durant lesquelles elle suggère que l'ère des bourses d'études universitaires, dans l'acception usuelle du terme, est terminée :

La réalité de la situation est que l'académie n'est plus la seule gardienne et dépositaire des objets de connaissance que l'on appelle les livres… À une époque dans nos pays développés où l'ubiquité de la quasi-instantanéité des communications nous met dans une situation où presque tout est partout, le mandat impérial de l'université en tant que lieu privilégié de la vérité et de l'accès pour ses membres à une guilde s'est évaporée; même si, comme pour le dinosaure, il peut prendre un certain temps pour que cette information atteigne le système nerveux central.4

Depuis ce temps, bien que Stone ait continué à faire des tournées, à présenter des « théories-performances » et des représentations théâtrales formelles, pour adresser son travail à un large éventail d'auditoires à travers un large panel de disciplines et de compétences, elle publie de moins en moins dans les journaux imprimés. Ceci atteint le point où un groupe de ses élèves reprennent la pratique de l'enregistrement, la transcription et l'impression de ses conférences en classe pour leur propre usage.
En 1999, elle apparait dans Gendernauts: A Journey Through Shifting Identities (en), un film de Monika Treut avec Texas Tomboy, Susan Stryker, et Hida Viloria, un groupe d'artistes à San Francisco qui louvoient en vivant entre les codes des identités de genre conventionnelle.
En 2006, Stone commence une tournée théâtrale intitulée The Neovagina Monologues, modelée sur les travaux de Spalding Gray, bien que le titre soit un hommage aux travaux d'Eve Ensler.
En 2010 Stone quitte son poste à l'Université du Texas, devient Professeure Émérite et continue son travail à l'ACTLab en lançant plusieurs programmes basés sur le modèle de l'ACTLal, plus particulièrement le programme ACTLab@EGS à la Graduate School à Saas-Fee en Suisse. Le modèle pédagogique de l'ACTLab lui apporte la reconnaissance internationale, et le cadre de travail fixé par l'ACTLab dans les domaines de l'éducation et la technologie a été adopté par de nombreux autres programmes comme le Entertainment Technology Center au Université Carnegie-Mellon à Pittsburgh et le New Media Innovation Lab à l'Université de l'Arizona à Tempe. 

## Vie personnelle
En 1994, durant ses recherches sur les communautés virtuelles en ligne, Stone rencontre Cynbe ru Taren (en) (Jeffrey Prothero), un chercheur, programmateur et créateur de mondes virtuels, qui est l'auteur de Citadel (logiciel) (en), une plateforme de BBS.  Stone et Ru Taren se marient en 1995, et partagent leur temps entre Santa Cruz et Austin. Leur famille et leur fille, Tanith Stone Thole, vivent également à Santa Cruz.

## Publications
- (en) « The Empire Strikes Back : a Posttransexual Manifesto », New York: Routledge,‎ 1991 (lire en ligne [PDF], consulté le 6 juin 2022).
- « Will The Real Body Please Stand Up?: Boundary Stories About Virtual Cultures », in Michael Benedikt, ed., Cyberspace: First Steps (Cambridge, 1991: MIT Press)
- « Sex, Death, and Architecture », in Architecture- New York (New York 1992: ANY)
- « Virtual Systems », in Jonathan Crary and Sanford Kwinter, eds., ZONE 6: Incorporations (Cambridge 1993: MIT Press)
- « The Architecture of Elsewhere", in Hraszthan Zeitlian (ed.), Semiotext(e) Architecture (New York 1993: Semiotext(e))
- « The Empire Strikes Back: A Posttranssexual Manifesto", in Kristina Straub and Julia Epstein, eds., Body Guards: The Cultural Politics of Sexual Ambiguity (New York: Routledge 1991)
- The War of Desire and Technology at the Close of the Mechanical Age (Cambridge 1996: MIT Press)
- "The Langley Circuit", in Galaxy (as Sandy Fisher) May 1972
- "Farewell to the Artifacts", in Galaxy (as Sandy Fisher) July 1972
- "Thank God You're Alive", in The Magazine of Fantasy and Science Fiction (as Sandy Fisher) October 1971
- "Cyberdammerung at Wellspring Systems", in Marianne Moser and Douglas MacLeod, eds., Immersed In Technology: Art and Virtual Environments (Cambridge, Mass., 1996: MIT Press)
- "Sex and Death Among the Disembodied: VR, Cyberspace, and the Nature of Academic Discourse", in Susan Leigh Star, ed.: Cultures of Computing (Chicago, 1995: University of Chicago Press)
- "Identity in Oshkosh", in Judith Halberstam and Ira Livingston, eds.: Posthuman Bodies (Bloomington, Indiana, 1995: Indiana University Press)
- "Violation and Virtuality: Two Cases of Physical and Psychological Boundary Transgression and Their Implications", in Judith Halberstam and Ira Livingston, eds.: Posthuman Bodies (Bloomington, Indiana, 1995: Indiana University Press)
- "Split Subjects, Not Atoms, or How I Fell In Love With My Prosthesis", in Roddey Reid, ed.: Configurations, special issue: Located Knowledges (Baltimore, Maryland, 1994: Johns Hopkins University Press)